# Terminal Rodoviário de Rorainópolis
O Terminal Rodoviário de Rorainópolis é um terminal rodoviário localizado na cidade de Rorainópolis, Roraima, no Brasil. O terminal está situado ás margens da BR-174 e faz o atendimento das linhas de ônibus para Manaus, além de rotas intermunicipais para Roraima e também para a Venezuela.

## Características
A rodovia BR-174 faz a ligação até Manaus e Boa Vista, e é por ela que os ônibus passam para acessar o terminal. Além das 5 plataformas onde embarcam os passageiros, a rodoviária possui em sua estrutura guichê para compra de passagens, ponto de táxi e sanitário.
A rodoviária possui horário direto para Manaus, Boa Vista, Presidente Figueiredo e Caracaraí. É operado pelas empresas Eucatur, Amatur e Asatur.